# Sorkam (plaats)
Sorkam is een bestuurslaag in het regentschap Tapanuli Tengah van de provincie Noord-Sumatra, Indonesië. Sorkam telt 1558 inwoners (volkstelling 2010).